# Брейгель (институт)
BRUEGEL (от Brussels European and Global Economic Laboratory) — европейская исследовательская организация, мозговой центр (англ. think tank), работающий в области международной экономики. Брейгель был основан в 2004 году в Брюсселе в качестве некоммерческой международной ассоциации в соответствии с бельгийским законом (AISBL).
Целью деятельности является содействие выработке экономической политики, основанной на анализе фактов, явлений современного мира.

## Участники
Деятельность этого мозгового центра является уникальной. Членами этого центра являются как государства, так и крупные международные корпорации, международные экономические организации.
По состоянию на ноябрь 2011 года участниками являлись):
1. Государства: Австрия, Бельгия, Великобритания, Венгрия, Германия, Греция, Дания, Ирландия, Италия, Испания, Литва, Люксембург, Нидерланды, Польша, Республика Кипр, Словения, Франция, Финляндия, Чешская республика, Швеция.
2. Компании: Areva, Deutsche Bank, Deutsche Telekom, Électricité de France, Ernst & Young, Erste Group, France Télécom, GDF Suez, Goldman Sachs, Google, Microsoft, Novartis, NYSE Euronext, Pfizer, Qualcomm, Renault, Samsung Electronics, Solvay, Syngenta, Unicredit.
3. Международные финансовые организации: Европейский инвестиционный банк, Европейский банк реконструкции и развития.

## Управление
Управление деятельностью Брейгеля осуществляет совет директоров, который с 2012 года возглавляет бывший глава Европейского центрального банка Жан-Клод Трише. До него на этом посту были: известный итальянский экономист и политический деятель Марио Монти (с 2005 по 2008 год) и известный польский экономист Лешек Бальцерович (2008-2012). Совет состоит из 11 человек с опытом работы в правительстве, бизнесе, науке и гражданском обществе. Совет назначает директора и старших сотрудников и имеет полномочия по принятию решений в области стратегии, программы исследований, партнерства и бюджета, но не несёт ответственности за выводы исследований и публикаций.

## Исследования
Основные направления исследований координирует учёный совет организации, куда входят 8 независимых учёных из разных стран мира, в том числе Сергей Гуриев — ректор РЭШ из России.
Основными направлениями являются следующие:
- Макроэкономика Европейского Союза;
- Вопросы регулирования финансовых рынков;
- Инновации, развитие конкуренции в условиях рыночных отношений

Брейгель имеет развитые связи с ведущими мировыми исследовательскими центрами: CEPII в Париже, CER в Лондоне; CESifo в Мюнхене, ICRIER в Нью-Дели, IfM в Киле, KIEP в Сеуле, Институт международной экономики Петерсона в Вашингтоне.